# Julio Pflücker y Rico
Julio Otto Pflucker y Rico fue un político peruano.
Nació en Lima, Perú, en 1841. Hijo de Karl Reinhard Pflücker Schmiedel y de doña María Gertrudis Rico.
Fue elegido diputado por la provincia de Castrovirreyna en 1872 y reelecto en 1872 y 1879. Pflucker es señalado como el responsable de llevar a Europa los fondos del estado peruano con que el presidente Mariano Ignacio Prado iba a comprar armas para la Guerra del Pacífico y que muchos historiadores peruanos señalan como la huida que este presidente realizó durante ese conflicto en perjuicio del país. A través de una orden dada en Lima el 13 de julio de 1880 por el obispo Tordoya, presidente de la Junta Central Administradora de Donativos, se dispuso que Pflucker fuera relevado por Toribio Sanz.
Falleció en Londres, Inglaterra, en 1891 a la edad de 50 años.